# Hermann Baumgarten
Pour les articles homonymes, voir Baumgarten.
Hermann Baumgarten, né le 28 avril 1828 à Wolfenbüttel (duché de Brunswick) et mort le 19 juin 1893 à Strasbourg, historien et journaliste allemand.

## Biographie
Baumgarten étudie la philologie et l'histoire à Iéna, puis continue à Halle et termine ses études à Bonn. Il est membre de la société d'étudiants de l'université d'Iéna, Burschenschaft. Il soutient son collègue Georg Gottfried Gervinus accusé de trahison et qu'il défend dans son écrit sur Histoire du XIXesiècle.
De 1855 à 1861, il travaille comme journaliste et il publie un livre sur l'Espagne pendant le temps de l'histoire de l'empereur Charles Quint et de l'histoire de l'Espagne à l'époque de la Révolution française.
Il répond à une demande pour l'enseignement de l'histoire et la littérature à Karlsruhe, puis en 1872, il est nommé professeur à l'Université de Strasbourg à l'époque durant laquelle l'Alsace-Lorraine est annexée par l'Empire allemand.
Baumgarten était politiquement favorable au libéralisme. Baumgarten prit la décision de se rapprocher des idées libérales de Bismarck.
Baumgarten collabore au journal Historische Zeitschrift (en français : la Revue historique), qui est une revue bimensuelle d'histoire fondée en 1859 par l'historien allemand Heinrich von Sybel à l'Université Louis-et-Maximilien de Munich. Il s'oppose à l'historien Heinrich von Treitschke par articles interposés au sujet de l'unité allemande, la Grande Allemagne et la Grande Prusse.
Hermann Baumgarten est le professeur de son neveu, Max Weber, qui s'est fait connaître comme l'un des fondateurs de la sociologie allemande.

## Travaux
- Hermann Baumgarten : Le libéralisme allemand. Une auto-critique, Berlin, 1866
- Hermann Baumgarten : Notes sur Treitschke "Histoire de l'Allemagne", 2 volumes, Strasbourg, 1883.